# Stibochiona subucula
Stibochiona subucula är en fjärilsart som beskrevs av Hans Fruhstorfer 1898. Stibochiona subucula ingår i släktet Stibochiona och familjen praktfjärilar. Inga underarter finns listade i Catalogue of Life.